# 中村龍雅
中村 龍雅（なかむら りゅうが、2001年7月24日 - ）は、神奈川県平塚市出身のプロサッカー選手。ポジションはミッドフィールダー。

## 来歴
湘南ベルマーレU-15平塚を経て、同U-18へ昇格。2018年、SC相模原U-18へ移籍。2019年、U-18日本代表に選出され、SBSカップ 国際ユースサッカーに出場した。
2020年より、トップチームへ昇格。クラブ史上初のアカデミーからトップチーム昇格選手となった。
2021年1月24日、両者合意のもとで相模原を退団すると発表された。
2021年7月30日、ラトビア・ヴィルスリーガのヴァルミエラFCと契約。
2024年からラトビア2部のSKスーパーノヴァでプレー。ヴィルスリーガ昇格に貢献した。

## 個人成績
| 国内大会個人成績 | 国内大会個人成績 | 国内大会個人成績 | 国内大会個人成績 | 国内大会個人成績 | 国内大会個人成績 | 国内大会個人成績 | 国内大会個人成績 | 国内大会個人成績 | 国内大会個人成績 | 国内大会個人成績 | 国内大会個人成績 |
| 年度             | クラブ           | 背番号           | リーグ           | リーグ戦         | リーグ戦         | リーグ杯         | リーグ杯         | オープン杯       | オープン杯       | 期間通算         | 期間通算         |
| 年度             | クラブ           | 背番号           | リーグ           | 出場             | 得点             | 出場             | 得点             | 出場             | 得点             | 出場             | 得点             |
| 日本             | 日本             | 日本             | 日本             | リーグ戦         | リーグ戦         | リーグ杯         | リーグ杯         | 天皇杯           | 天皇杯           | 期間通算         | 期間通算         |
| ---------------- | ---------------- | ---------------- | ---------------- | ---------------- | ---------------- | ---------------- | ---------------- | ---------------- | ---------------- | ---------------- | ---------------- |
| 2020             | 相模原           | 23               | J3               | 0                | 0                | -                | -                | -                | -                | 0                | 0                |
| 通算             | 日本             | 日本             | J3               | 0                | 0                | -                | -                | -                | -                | 0                | 0                |
| 総通算           | 総通算           | 総通算           | 総通算           | 0                | 0                | -                | -                | -                | -                | 0                | 0                |

## 代表歴
- U-18日本代表